# Lucienne L’Heureux-Arel
Lucienne L’Heureux-Arel (* 6. Januar 1931 in St. Jude/Québec) ist eine kanadische Organistin und Musikpädagogin.

## Leben und Wirken
L’Heureux studierte von 1948 bis 1952 Klavier bei Aline Letendre und Orgel bei Conrad Letendre, danach war sie ein weiteres Jahr Schülerin von Raymond Daveluy. 1955 heiratete sie den Organisten Gaston Arel. Als Stipendiaten des Canada Council studierten beide 1960 bei Charles Letestu in Hamburg. Anfang der 1960er Jahre gehörte sie dem Ensemble Ars Organi an. Von 1965 bis 1972 war sie Organistin an der Ascension of Our Lord Church in Westmount.
Von 1966 bis 1983 war sie Professorin für Orgel an der École normale de musique, ab 1969 unterrichtete sie außerdem an der Université du Québec à Montréal. Als Konzertorganistin trat L’Heureux-Arel in Kanada, den USA, England und Belgien auf, war zu Gast bei der CBC, der  McGill University und den Concerts d’orgue du Québec. Sie gab Konzerte mit ihrem Mann, begleitete Chorauftritte und spielte bei der Expo 67 die Uraufführung von Jean Chatillons Suite pantomime.